# Olof Ahlers
Kurt Olof Ahlers (* 31. Mai 1913 in Staßfurt; † 23. Dezember 1996 in Bad Schwartau) war ein deutscher Historiker und Archivar.

## Leben
Olof Ahlers wuchs in Lübeck auf und besuchte das Katharineum zu Lübeck bis zum Abitur. Er studierte von 1931 bis 1937 an den Universitäten Kiel und Wien. 1939 wurde er an der Universität Berlin mit einer Dissertation über Die Bevölkerungspolitik der Städte des wendischen Quartiers der Hanse gegenüber Slawen zum Dr. phil. promoviert; gleichzeitig bestand er die Staatsprüfung für das höhere Lehramt. Von 1939 bis 1940 war er am Preußischen Institut für Archivwissenschaft (IfA) in Berlin-Dahlem. Am 1. August 1939 wurde er Staatsarchiv-Referendar. 1940 legte er die vereinfachte Staatsprüfung für den höheren Archivdienst ab. Dann wurde er zum Wehrdienst eingezogen.
Nach 1945 kam er nach Lübeck. Er trat 1948 als zweiter wissenschaftlicher Archivar in den Dienst des Archivs der Hansestadt Lübeck und leitete es als Nachfolger von Ahasver von Brandt als Direktor von 1962 bis zu seinem Eintritt in den Ruhestand 1978. Zu seiner Nachfolgerin wurde Antjekathrin Graßmann berufen.
Auch bedingt durch die durch Auslagerung im Zweiten Weltkrieg stark dezimierten Bestände des Archivs wandte er sich der Ordnung und Verzeichnung der jüngeren, bis dahin noch nicht sehr ins Blickfeld gerückten Behördenarchive zu. Gleichzeitig bemühte er sich, die durch Auslagerung in die DDR und die Sowjetunion gelangten Lübecker Archivalien zu lokalisieren und zurückzuholen. Letzteres gelang aber erst später.
Er war seit 1948 Mitglied und von 1962 bis 1978 Vorsitzender des Vereins für Lübeckische Geschichte und Altertumskunde sowie Herausgeber seiner Zeitschrift.

## Werke (Auswahl)
- Die Bevölkerungspolitik der Städte des wendischen Quartiers der Hanse gegenüber Slawen. Baruth/Mark-Berlin, Berlin 1939 (zugleich: Dissertation).
- Civilitates. Lübecker Neubürgerlisten 1317–1356 (= Veröffentlichungen zur Geschichte der Hansestadt Lübeck. Band 19). Schmidt-Römhild, Lübeck 1967.
- (Hrsg.) 150 Jahre Verein für Lübeckische Geschichte und Altertumskunde 1821–1971 (= Zeitschrift des Vereins für Lübeckische Geschichte und Altertumskunde. Band 51). Schmidt-Römhild, Lübeck 1971.
- Lübeck 1226. Reichsfreiheit und frühe Stadt. Hansisches Verlagskontor Scheffler, Lübeck 1976.